# Bolhari
Bolhari ou Bholari (en ourdou : بھولاری) est une ville pakistanaise située dans la province du Sind, une des principales villes du district de Jamshoro.
La ville est pour la première fois considérée comme une localité autonome lors du recensement de 2017. Elle est située dans la périphérie ouest de Kotri, et au sein de l'aire urbaine d'Hyderabad, distante de seulement 10 kilomètres et comptant deux millions d'habitants. Jamshoro est située à dix kilomètres au nord.
La ville compte 169 613 habitants selon le recensement de 2023.
|            | 2017 (rec.) | 2023 (rec.) |
| ---------- | ----------- | ----------- |
| Population | 158 239     | 169 613     |